# Величковский, Добри
Добри Величковский (макед. Добри Величковски; 1943—2006) — глава Дирекции безопасности и контрразведки Республики Македония в 1995—1998 годах.

## Биография
Почти всю свою карьеру посвятил работе в органах безопасности и правопорядка Югославии и Македонии. Работал в республиканском МВД в разных оперативных отделениях. С июня 1992 года — помощник министра внутренних дел Республики Македония. В 1995—1998 годах занимал должность директора Дирекции безопасности и контрразведки Республики Македония (нынешнее Агентство национальной безопасности Северной Македонии).
Пребывание Величковского на посту директора сопровождалось громкими событиями — в 1995 году произошло покушение на президента республики Киро Глигорова, в 1997 году в Гостивар были введены силы полиции для подавления бунта. В 1998 году покинул пост директора разведки и вышел на пенсию. Хотя Величковский был членом Социал-демократического союза Македонии, за время своей работы он установил хорошие отношения с лидером македонской политической эмиграции и почётным председателем ВМРО-ДПМНЕ Драганом Богдановским.
После ухода на пенсию занимался бизнесом, работал в авиакомпании Palair Macedonian. В то же время имя Величковского всплывало в рамках многих скандалов: так, его считали причастным к делу «Синей птицы» — роспуску слухов о том, что партия ВМРО-ДПМНЕ учредила военизированную организацию в качестве своего боевого крыла. Это дело получило имя в честь гостиницы, где якобы встречались представители партии и МВД Македонии. Партия обвиняла Величковского в организации негласного наблюдения и прослушки её членов в отеле «Сина птица».
В 2002 году министр внутренних дел Любе Бошковский выдвинул в адрес Величковского и ещё пятерых человек обвинения в воспрепятствовании расследованию уголовного дела по факту покушения на президента Глигорова. Сам Величковский заявил, что у него были доказательства в отношении лиц, которых он считал подлинными заказчиками и исполнителями покушения на президента.
Скончался 3 января 2006 года после непродолжительной болезни.